# کالیفرنیه

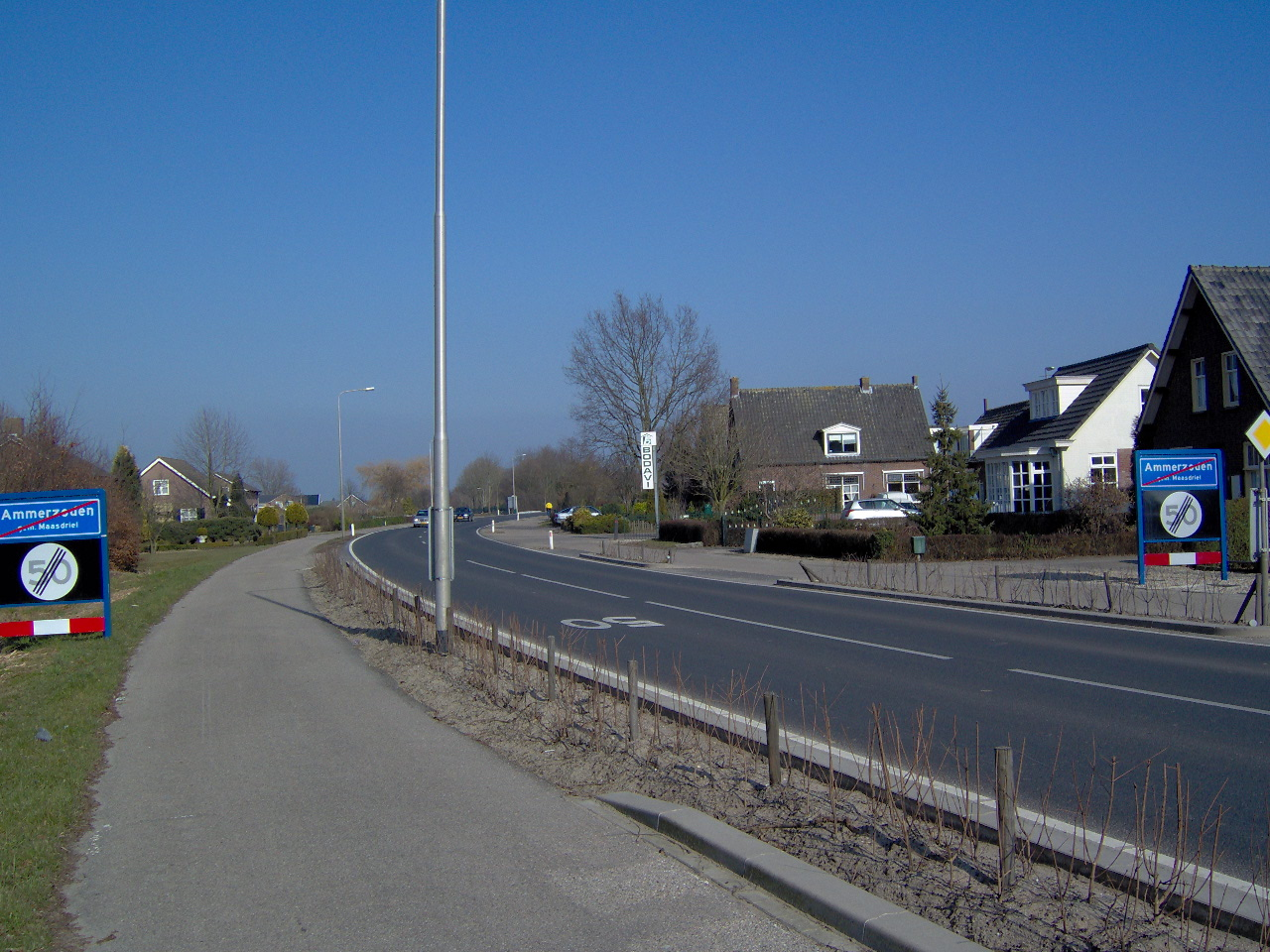

کالیفرنیه (به هلندی: Californië) یک منطقهٔ مسکونی در هلند است که در ماس‌دریل واقع شده‌است.